# Berberonsäure
Berberonsäure (Pyridin-2,4,5-tricarbonsäure) ist eine organische Verbindung, die zu den Heterocyclen (genauer: Heteroaromaten) zählt. Sie gehört zur Gruppe der Pyridintricarbonsäuren und besteht aus einem Pyridinring, der drei Carboxygruppen in 2-, 4- und 5-Position trägt.

## Darstellung
Die Verbindung kann durch Oxidation von Berberin mit Salpetersäure dargestellt werden, wodurch sie auch ihren Namen erhielt.